# Aaron Hall (chanteur)
Pour les articles homonymes, voir Aaron Hall.
Aaron Hall est un chanteur et compositeur américain, né le 10 août 1964 dans le Bronx à New York aux États-Unis.

## Biographie
Il commence à chanter en background de l'album de Johnny Kemp, Secrets of Flying en 1987, puis rejoint le groupe Guy, connu comme étant le 1er groupe libellé New Jack Swing, en compagnie de son frère Damion Hall et de Teddy Riley. Il connaitra un grand succès avec ce groupe, les titres Teddy's Jam, Let's Chill et Do Me Right se classeront en haut des charts américaines.
Il commencera sa carrière solo en 1993. Il est reconnu comme étant l'une des plus grandes voix de ce genre musical[réf. nécessaire].

## Affaires judiciaires

### Accusation de viol
Le 24 novembre 2023, une plainte a été déposée contre Aaron Hall et Sean Combs par une femme anonyme, alléguant qu'ils l'avaient tous deux violée, elle et un ami, après un événement chez Uptown Records au début des années 1990,.

## Discographie
- 1993 : The Truth (en) (MCA Records)
- 1998 : Inside of You (MCA Records)
- 2005 : Adults Only: The Final Album (Head Start Music Group)